# Безмолвный прах
«Безмолвный прах» (англ. Silent Dust) — британская криминальная драма режиссёра Лэнса Комфорта, вышедшая на экраны в 1949 году.
Название фильма происходит от строки из стихотворения британского поэта Томаса Грея «Элегия на сельском кладбище» (1751): «Может ли голос Чести пробудить безмолвный прах, или лесть успокоить глухой холодный слух Смерти» (англ. Can Honour’s voice provoke the silent dust, or flattery soothe the dull cold ear of Death?).
Сценарий фильма написал Майкл Пертви на основе пьесы 1948 года «Образец» (англ.  The Paragon), которую он написал вместе с братом Роландом Пертви. Действие происходит в послевоенные годы в небольшом английском городке. Богатый слепой хозяин усадьбы Роберт Роули (Стивен Мюррей) сооружает мемориальный павильон в память о сыне Саймоне (Найджел Патрик), который, как считается, погиб в бою во время Второй мировой войны. После службы в Контрольной комиссии в Германии домой возвращается вдова Саймона, молодая красавица Анджела Роули (Сэлли Грэй) вместе с сыном местного врача Максом Оливером (Дерек Фарр). Анджела и Макс поженились в Берлине. Затем тайно появляется Саймон, который, как выясняется, не погиб, а дезертировал с поля боя, превратившись в вора, убийцу и шантажиста. Он пытается незаметно украсть из дома деньги и сбежать, но очень быстро о его присутствии узнают в доме все, включая отца. Когда Роберт понимает, в кого превратился его сын, он вступает с ним в смертельную схватку, в результате которой Саймон падает с балкона и разбивается.
Критика в основном высоко оценила идею и сюжет картины, а также актёрскую игру, при этом отметив отсутствие динамики в постановке и операторской работе, что, видимо, связано с тем, что фильм построен на основе театрального материала.

## Сюжет
Богатый бизнесмен из Лидса Роберт Роули (Стивен Мюррей) в 1944 году купил поместье в британской деревне Клэндон. В 1948 году ослепший Роберт строит в деревне мемориальный павильон на стадионе для крикета с целью увековечить память своего сына Саймона (Найджел Патрик), который погиб в бою 27 февраля 1945 года. Один из местных старейшин, лорд Клэндон (Сеймур Хикс) незадолго до открытия павильона просит Роберта посвятить его не только своему сыну, но и всем пятидесяти парням Клэндона, героически погибшим на войне. Вспыльчивый, порой грубый, но отходчивый Роберт резко отказывает Клэндону, так как одержим мыслями о погибшем сыне. В тот же день в деревню после службы в оккупационных войсках в Германии возвращаются вдова Саймона, красавица Анджела Роули (Сэлли Грэй) и сын деревенского врача и племянник лорда Клэндона, Максвелл Оливер (Дерек Фарр). Они недавно поженились в Берлине, и Макс хочет сразу же познакомить жену с лордом, однако Анджела, зная характер отчима, решает сначала заехать домой и подготовить Роберта к разговору. В доме Анджелу сердечно встречает добрая, понимающая Джоан (Беатрис Кемпбелл), вторая жена Роберта, которая раньше была его секретарём и искренне любит его. Вскоре появляется Роберт, который первым делом спрашивает, была ли Анджела на могиле сына, которую он собирается навещать ежегодно. Анджела пытается поговорить с Робертом о том, что вышла замуж, но Джоан советует ей отложить этот разговор до того момента, когда пройдёт открытие мемориала. Вечером, когда Роберт и Джоан отправляются на прогулку, Анджела решает остаться дома, чтобы провести время с Максом. Роберт догадывается, что падчерица влюблена в Макса, в чём Джоан не видит ничего предосудительного. Уже прошло три года со смерти Саймона, и Анджела вправе строить свою личную жизнь.
Позднее вечером в дом через окно незаметно проникает Саймон, который затем поднимается в гостиную и наливает себе выпить. Вскоре в гостиную заходит Роберт, который чувствует чьё-то присутствие, но не может понять, в чём дело. Следом заходит Анджела, которая, увидев Саймона, от неожиданности восклицает. Саймон жестом просит её молчать, и она объясняет Роберту, что просто подвернула лодыжку. После ухода отца Саймон рассказывает ей, что во время боя дезертировал, но не сказал никому об этом. Сейчас он в бегах, дома он рассчитывал получить деньги, после чего уехать из Англии, где его могут поймать. Он рассчитывает и на дальнейшую помощь отца, у которого есть деньги за рубежом. Саймон просит дать ему поесть и сигарет, пытаясь обнять Анджелу, но она отстраняется от него. Когда Анджела несёт еду и сигареты, появляется Макс. Она говорит, что любит его, а Саймона уже давно ненавидит, что слышит Саймон. Когда Анджела и Макс поднимаются в гостиную, Саймон заявляет им, что сейчас они заинтересованы в том, чтобы скрыть правду о нём. Когда Макс сообщает, что месяц назад они поженились, это вызывает смех Саймона, и Макс в гневе бьёт его. Затем Саймон заявляет, что готов исчезнуть из их жизни за 5 тысяч фунтов, после чего Макс уходит. Анджела объясняет Саймону, что Роберт ей платит содержание, но она не трогает его. Кроме того, она получила 3 тысячи по страховке за смерть Саймона, но страховку придётся вернуть. Она требует развода и чтобы он немедленно сдался, так как его всё равно поймают. Саймон в ответ просит Анджелу подумать, где она возьмёт деньги, после чего уходит в свою комнату.
Во время прогулки знакомый полицейский предупреждает Роберта, что в этом районе ищут вора со шрамом на лице, который угнал машину, тяжело ранив водителя, а затем бросил машину поблизости от усадьбы. Вернувшись домой, Роберт узнаёт от служанки об исчезновении еды и о том, что она видела в комнате вместе с Максом лежащего человека. Джоан заходит в комнату, где видит Саймона. Она заявляет, что если кто-то узнает, что он жив, она немедленно вызовет полицию, добавляя: «Ты не даёшь никому спокойно жить, даже мёртвый». Саймон оправдывается, что нельзя о нём судить только по событиям на войне. Он придумывает историю, что был контужен и попал на несколько месяцев в больницу. В действительности же, когда снаряд накрыл их взвод, Саймон, который остался невредим, поменялся документами с убитым сослуживцем и сбежал. Затем он попал в Брюссель, где, как он рассказывает, голодал и нуждался, устроившись в итоге мыть посуду в ресторане, а затем работал официантом. На самом деле, он сначала угнал военный джип и зарабатывал как шофёр, а когда его чуть не поймали, угнал военный грузовик с товаром, вырубив водителя. Затем он совершил ещё несколько подобных грабежей. Когда у него появились деньги, Саймон оделся в офицерскую форму и стал ходить по дорогим ресторанам, где также промышлял кражами. Однажды, когда бывший сослуживец в ресторане узнал его и направил для проверки военный патруль, Саймон сбежал, порезав о витрину лицо, откуда у него и появился шрам. Он просит Джоан ни о чём не рассказывать отцу и переубедить Анджелу, которая хочет, чтобы он сдался. Тем временем Анджела говорит Максу, что если Саймон не сдастся и не даст ей развод, она уедет в Берлин. В этот момент в гостиную заходит Роберт, который замечает, что графин с виски переставлен, а затем натыкается на стакан из-под виски, хотя ни Анджела, ни Макс виски не пьют. Он пытается понять, что происходит и что от него скрывают.
Тем временем Джоан просит Анджелу не рассказывать Роберту о Саймоне, так как это убьёт его. Анджела же вовсе заявляет, что не пойдёт завтра на открытие мемориала, а уедет в Берлин. В этот момент появляется лорд Клэндон с шампанским, предлагая отметить свадьбу Макса и Анджелы, что становится сюрпризом для Роберта. Лорд также сообщает, что раненый автомобилист, у которого угнал машину человек со шрамом, скончался. Роберт просит Клэндона подождать внизу. Он ещё раз обдумывает все те непонятные события, с которыми столкнулся в течение дня, и приходит к заключению, что в доме кто-то есть, и этот человек хорошо знаком с домом. Наконец, он понимает, что это должен быть Саймон. Джоан подтверждает, что Саймон действительно в доме, но они боялись сказать об этом Роберту, потому Саймон оказался дезертиром. В данный момент он находится в отчаянном положении и ему срочно нужны деньги. Это знают и Анджела, и Макс, но все они не хотели расстраивать Роберта. Он обвиняет Джоан в том, что она, думая, что заботится о муже, пригрела убийцу. Роберт отказывается принимать участие в завтрашнем открытии мемориала и отправляет Джоан к лорду Клэндону с тем, чтобы попросить его сказать речь на этом мероприятии.
Роберт запирает все двери в комнате и знакомым свистом вызывает Саймона к себе. Он обвиняет сына в убийстве водителя, добавляя, что он вор, убийца, дезертир и шантажист. Саймон пытается бежать, и для этого пытается отнять у отца ключ. Роберт бьёт сына тростью, и в темноте они начинают драться, перемещаясь на балкон. Роберту удаётся столкнуть Саймона вниз, и тот разбивается насмерть. Лорд Клэндон готов подтвердить, что Роберт боролся с тем, кто незаконно ворвался в его дом. Роберт приказывает убрать из дома портрет и все фотографии Саймона. Для открытия мемориала он заказывает новую памятную доску, где посвящение Саймону заменено на посвящение всем погибшим парням Клэндона.

## В ролях
- Сэлли Грэй — Анджела Роули
- Стивен Мюррей — Роберт Роули
- Дерек Фарр — Максвелл Оливер
- Найджел Патрик — Саймон Роули
- Беатрис Кемпбелл — Джоан Роули
- Сеймур Хикс — лорд Клэндон
- Ивонн Оуэн — Нелли
- Мари Лор — леди Клэндон
- Джеймс Хейтер — Прингл
- Джордж Вудбридж — бригадир на стройке павильона
- Айрин Хэнд — повариха

## История создания фильма
Съёмки фильма проходили на студии Warner Brothers First National, в Теддингтоне, Мидлсекс, Великобритания.
Премьера фильма в Великобритании состоялась 1 февраля 1949 года, в США — 29 декабря 1949 года.

## Оценка фильма критикой
После выхода фильма кинообозреватель «Нью-Йорк Таймс» Томас М. Прайор заключил, что хотя фильм обладает «значительными драматическими достоинствами,… черпая свою силу в сокрушительной жестокости разбитых иллюзий, они выражены не самым удачным образом в кинематографическом плане…. Картина выдаёт своё театральное происхождение радом статичных эпизодов, которые лишают её столь необходимой живости». Что касается актёров, то «Стивен Мюррей прекрасно сыграл слепого отца, чья любовь к умершему сыну приобретает масштабы ужасающей одержимости и бросает тень на жизни ещё трёх человек в семье». Сэлли Грэй, Беатрис Кэмпбелл, Сеймур Хикс и Дерек Фарр также показали хорошую игру. По мнению критика, «единственная проблема фильма заключается в том, что в постановке он использует малоподвижные театральные приёмы, а камера оператора работает как простой записывающий инструмент, а не как составная часть драмы».
В рецензии британского журнала The Monthly Film Bulletin картина была охарактеризована как «напряжённая драма о слепой преданности отца своему сыну и разочаровании, которое наступает, когда он узнаёт его истинный характер». Как пишет рецензент, «присутствие Саймона в доме без ведома его слепого отца создает атмосферу неизвестности, которая ловко приводит к драматичной кульминации. Это достигается с помощью эффектной и необычной съёмки, показывающей ментальное зрение слепого человека… Сюжет оригинален, движется захватывающе, сочетая драму и саспенс в хорошо сделанном фильме». По мнению критика, «Стивен Мюррей убедительно играет слепого, показушного сэра Роберта. Сэлли Грэй хороша в роли Энджел, а Сеймур Хикс обеспечивает комедийную часть. Однако наилучшую демонстрирует Найджел Патрик, который сумел передать все эмоции неуравновешенного Саймона».
Британский кинокритик Лесли Хэлливелл назвал картину «сильной театральной мелодрамой, довольно аккуратно перенесённой на экран». В книге The Radio Times Guide to Films фильму даётся следующая оценка: «Предполагалось, что это будет острый трактат о природе героизма, но на самом деле это не более чем слащавая драма с бесстыдно сентиментальной игрой Стивена Мюррея, создающего розовый образ сына, который оказывается запятнанным правдой».